# Karel Štědrý

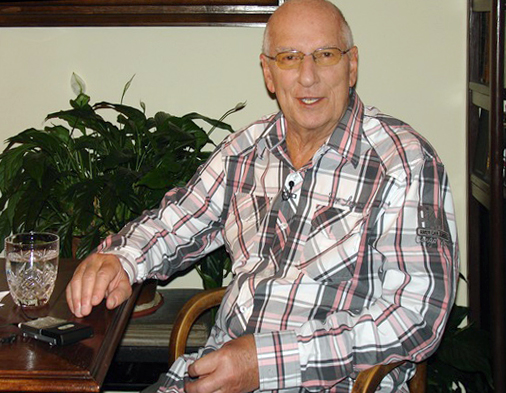
Karel Štědrý (2012)

Karel Štědrý (* 10. April 1937 in Prag; † 7. November 2017 ebenda) war ein tschechischer Sänger, Schauspieler und Moderator.

## Leben
Karel Štědrý, der 1960 einen Abschluss als Bauingenieur der früheren Eisenbahnhochschule machte, ohne diesen Beruf je ausgeübt zu haben, spielte nach 1953 als Sechzehnjähriger in der Gruppe seines Bruders Ivan Štědrý und anderen Amateurbands. Nachdem er 1958 Jiří Suchý und Jiří Šlitr kennengelernt hatte, trat er mit diesen zuerst im Theater Reduta auf und gehörte 1959 mit beiden zu den Gründungsmitgliedern des Theaters Semafor.
Während seiner Zeit im Semafor trat er in Bühnenstücken Člověk z půdy, Zuzana je zase sama doma, Taková ztráta krve und in anderen auf. Er nahm auch einige Hits auf, wenngleich nicht als Solosänger, sondern zusammen mit anderen Sängern, so zum Beispiel Takový je život und Kaňonem takhle k večeru. Im Jahre 1962 wechselte Štědrý zum Theater Rokoko, wo er bis 1972 blieb und sowohl als Sänger wie auch Schauspieler auffiel. Nach 1960 übernahm er auch Rollen in einigen erfolgreichen Filmen, was er nach 1972, als er Rokoko verließ, fortsetzte. Er moderierte ebenfalls einige Musiksendungen im Fernsehen.

## Erfolge
Karel Štědrýs Auftritte in Bühnenstücken, Filmrollen, Produktionen im Fernsehen und ebenfalls Aufnahmen von Liedern umfassen jeweils mehrere Dutzend Daten. Die bekanntesten Rollen und Songs sind hier als Auswahl aufgeführt:
Bühnenauftritte
- Člověk z půdy (Semafor)
- Zuzana je sama doma (Semafor)
- Zuzana je zase sama doma  (Semafor)
- Taková ztráta krve (Semafor)
- Čekání na slávu (Rokoko)

Filmografie
- 1960: Sedmý kontinent
- 1963: Oliver Twist
- 1964: Kdyby tisíc klarinetů
- 1967: Ta naše písnička česká

Fernsehproduktionen (Moderation)
- Vysílá studio A (1964)
- Písničky na zítra (1964)
- Píseň pro Rudolfa III. (1967)
- Kabaret U dobré pohody (1975)

Songs
- Mám malý stan (mit Waldemar Matuška)
- Potkal potkan potkana (mit Jiří Suchý)
- Kaňonem takhle k večeru (mit Jiří  Suchý)
- To všechno odnes čas (mit Waldemar Matuška)
- Miluj mne nebo mne opusť (mit Karel Gott)